# Arsenal naval de munitions de Hiratsuka

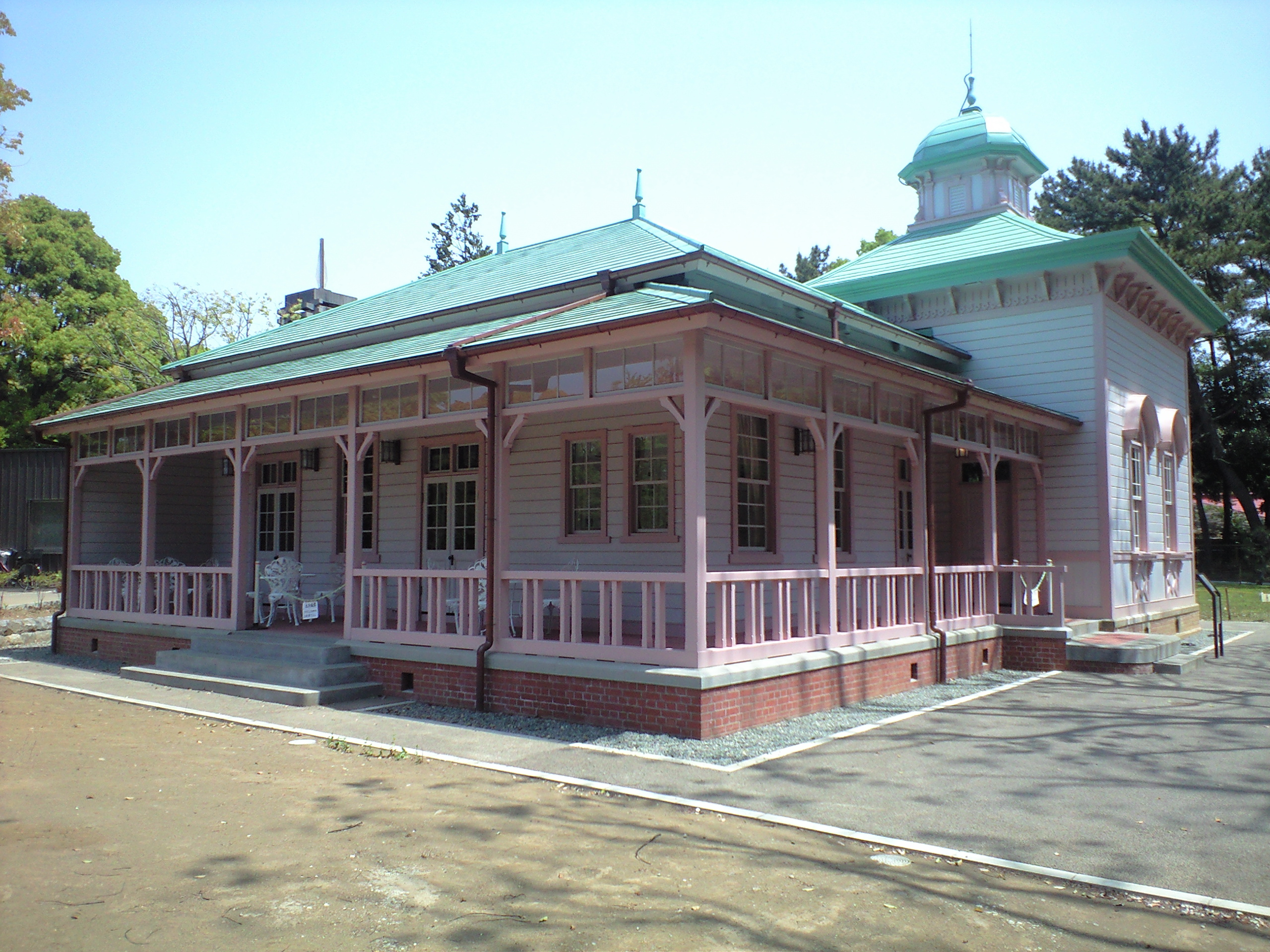
Bâtiment de l'arsenal naval de munitions datant de 1912, bien culturel district de Nishimatsuura.

L'arsenal naval de munitions de Hiratsuka (平塚海軍火薬廠, Hiratsuka Kaigun Kayaku Shō) est le principal fabricant de poudre à canon, explosifs, munitions et obus de la marine impériale japonaise. Il était situé dans la ville d'Ōno (aujourd'hui dans l'actuelle Hiratsuka) dans la préfecture de Kanagawa.

## Histoire
L'arsenal naval de munitions de Hiratsuka est à l'origine fondé en tant que société anonyme par les firmes étrangères d'Armstrong Whitworth, Nobel, et Vickers en septembre 1905. Ces trois compagnies étaient actives dans la production d'armement pour les navires de guerre de la jeune marine impériale japonaise. Le site est acheté par la marine en avril 1919, et passe sous le contrôle opérationnel du département technique de la marine impériale japonaise. Ses installations sont grandement agrandies de 1939 à 1941 en raison des besoins croissants à l'approche de la guerre du Pacifique.
Le site connait sept productions :
1. Poudre sans fumée pour roquettes et artillerie
2. Nitrocellulose et acides mixtes
3. Hydrogène et divers acides
4. Conception et ingénierie de prototype
5. Mitrailleuse et munitions associées, récupération de solvants
6. Obus pour artillerie navale
7. Nitroglycérine

Le soir du 16 juillet 1945, le site est bombardé par 138 bombardiers B-29 Superfortress de la Twentieth Air Force qui lâchent un total de 1 163 tonnes de bombes incendiaires sur la ville, détruisant presque totalement son centre. Seule 5 % de la capacité de production de l'arsenal est cependant affectée car le bombardement s'est surtout concentré sur le centre de population civile de Hiratsuka plutôt que sur les industries militaires situées à la périphérie de la ville. La production est néanmoins presque inexistante en juillet 1945 à cause de la pénurie de matières premières. Le site cesse de fonctionner avec la reddition du Japon en août 1945 et est officiellement fermé le 30 novembre 1945. Les installations sont occupées par les troupes américaines jusqu'à fin 1950.
Aujourd'hui, sur le site de l'ancien arsenal se trouve une usine de la compagnie de caoutchouc Yokohama. L'entreprise a préservé un bâtiment de style occidental datant de 1912 en tant que « Mémorial du caoutchouc Yokohama de Hiratsuka » (旧横浜ゴム平塚製造所記念館). Cette structure est l'ancienne résidence d'un expatrié britannique ingénieur de la société anonyme d'origine, et est l'une des dernières structures de l'ère Meiji restantes à Hiratsuka. Le bâtiment est louable pour des fêtes ou des actions sociales. Il est classé en tant que bien culturel district de Nishimatsuura.